# Cabot (canton)
Pour les articles homonymes, voir Cabot.
Cabot est un canton canadien de l'est du Québec situé dans la région administrative du Bas-Saint-Laurent dans la vallée de la Matapédia.  Il fut proclamé officiellement le 26 août 1865.  Il couvre une superficie de 19 910 hectares.

## Toponymie
Le toponyme Cabot est en l'honneur du célèbre explorateur Jean Cabot (1450-1498).